# اشچیانکا، گمینا ویلگا
اشچیانکا، گمینا ویلگا (به لاتین: Trzcianka, Gmina Wilga) یک منطقهٔ مسکونی در لهستان است که در Gmina Wilga واقع شده‌است.